# Dino Baggio
Dino Baggio (født 24. juli 1971 i Camposampiero) er en tidligere italiensk fodboldspiller.
I hans karriere vandt han UEFA Cup tre gange, to gange med Parma og én med Juventus. Han spillede 60 kampe for Italiens fodboldlandshold, hvor han blandt andet var med til at vinde sølv ved VM i fodbold 1994. 